# ماثيو فنسنت أومالي
ماثيو فنسنت أومالي (بالإنجليزية: Matthew Vincent O'Malley)‏ هو سياسي أمريكي، ولد في 26 يونيو 1878 بنيويورك في الولايات المتحدة، وتوفي في 26 مايو 1931. حزبياً، نشط في الحزب الديمقراطي. وقد انتخب عضو مجلس النواب الأمريكي.